# Diegesi
La diegèsi (dal greco διήγησις, 'narrazione', 'racconto', composto di διά, 'attraverso', e ἡγέομαι, 'condurre', 'guidare', connesso al verbo διηγέομαι, '(io) descrivo (in dettaglio)') è, in narratologia, la rappresentazione narrativa, indiretta, di una vicenda. Il termine diegesi va inteso in opposizione alla mimesi, che è la rappresentazione recitata, diretta e incarnata di quello stesso contenuto di storia.

## Origine del termine
Il termine è stato introdotto in narratologia da Gérard Genette, con riferimento all'uso che ne fanno Platone ed Aristotele.
Platone, nel libro III della Repubblica (393d), parla della λέξις (lexis, 'parola', da intendere come opposta a λόγος, logos, 'ciò che viene detto') e sostiene che essa può essere mimesi (μίμησις, mimesis, 'imitazione') o diegesi, cioè mero racconto.
In Aristotele (Poetica, 1448a), la mimesi è la rappresentazione diretta del contenuto narrativo (la fabula), che avviene tipicamente con il mimo, il teatro, la danza, dove i personaggi vengono presentati "in atto". La diegesi è invece messa da Aristotele in relazione al poema epico, forma narrativa in cui il contenuto narrativo viene rappresentato indirettamente, attraverso un narratore.
(Cesare Segre)
La concezione aristotelica della mimesi ha avuto grande influenza sulla storia della cultura occidentale e rinvia ad una arte che è sostanzialmente riproduzione artificiale (quindi, rappresentazione) di un modello da imitare, quello della realtà. Il piacere dello spettatore consisterebbe proprio nel riconoscimento di ciò che egli già conosce del mondo reale nel prodotto artistico. L'opposizione tra mimesi e diegesi (che risultano entrambe forme di riproduzione della realtà) va vista all'interno di questa concezione generale di mimesi come rappresentazione.

## Mimesi e diegesi, spettacolo e letteratura
Questa distinzione aristotelica viene fatta tradizionalmente coincidere con la coppia teatro o spettacolo in genere (mimesi) versus letteratura (diegesi). Così, ad esempio, un dialogo tra amici può essere messo in scena come a teatro, con due attori che simulano una situazione reale e incarnano un personaggio: gli avvenimenti vengono rappresentati come gesti, azioni e parole che il pubblico percepisce direttamente; in un testo di forma diegetica, invece, il dialogo viene riportato (narrato) da un terzo (un "io narratore" o un suo portavoce all'interno del testo).
(William Hazlitt, Characters of Shakespeare's Plays  New York, 1845, (Antony and Cleopatra, p. 64).)

## Discorso diretto e indiretto
La diegesi è associabile al discorso indiretto, come la mimesi al discorso diretto.
Così, ad esempio, consideriamo una battuta dai Sei personaggi in cerca d'autore di Luigi Pirandello:
L'autore del testo teatrale, il soggetto fondamentale dell'enunciazione, a parte alcune incursioni, risulta cancellato nella rappresentazione e può anche essere sconosciuto: "l'esposizione diegetica presa in carico dall'autore è assente" (Cesare Segre).
Consideriamo la battuta pirandelliana riportata diegeticamente:
Il direttore di scena disse che la Prima Attrice mancava.
Questo è un frammento di discorso indiretto che narra la scena e implica un narratore. Il testo diegetico "rappresenta il racconto dei luoghi, delle vicende, dei fatti, dei personaggi e di tutto ciò il lettore deve sapere".

## Extradiegetico e intradiegetico
In letteratura il termine "extradiegetico" è riferito alla voce del narratore che si pone al di fuori e al di là dell'universo narrativo (la maggior parte dei testi narrativi è così, come nei Promessi Sposi); "intradiegetico" si riferisce alla voce del narratore che è dentro al testo (voce di secondo grado, racconto nel racconto, come l'allegra brigata di Boccaccio).

## Cinema
Il concetto narratologico di diegesi è stato utilizzato ampiamente anche nel mondo del cinema, sia per indicare analoghi costrutti narrativi, sia per caratterizzare il commento musicale, che può essere "intradiegetico" (cioè far parte del mondo narrato e quindi udito dai personaggi) o "extradiegetico" (la colonna sonora vera e propria, di norma udita solo dal pubblico e non dai personaggi).